# Willem van der Linden
Willem van der Linden (Gennep, 16 januari 1845 – Den Haag, 31 maart 1897) was een Nederlands musicus en dirigent.
Hij was zoon van Theodora van de Linden. Hij was gehuwd met Maria Sophia Kapitz.
Zijn muziekopleiding kreeg hij grotendeels van François Dunkler sr. Hij was al op jonge leeftijd (leerling-) stuurman bij de Koninklijke Marine. Hij werd in 1858 muzikant-leerling voor marinemuziek in Willemsoord, gevolgd door betrekkingen als muzikant (1860) en stafmuzikant (muzikant bij militairen, 1870). In 1879 werd hij onder de zoon van zijn leermeester François Dunkler jr. aangesteld als onderkapelmeester bij het Muziekkorps van de Grenadiers en Jagers in Den Haag, dat op 1 mei 1888 zijn vervolg had tot benoeming tot kapelmeester. Een functie die hij tot 1896, vlak voor zijn dood zou vervullen. Hij arrangeerde talloze klassieke werken ( Edward Grieg, Johan Svendsen, Camille Saint-Saëns tot werken voor harmonieorkest.
Tijdens een bezoek van keizer Wilhelm II van Duitsland werd Van der Linden onderscheiden als ridder 4e klasse van de kroonorde van Pruisen. Een langdurige ziekte aan het eind van zijn leven zorgde ervoor dat hij afgekeurd werd. Hij zou op 2 april 1897 met pensioen gaan, maar overleed enkele dagen daarvoor. 